# Henri Déus
 (juillet 2021).
Si vous disposez d'ouvrages ou d'articles de référence ou si vous connaissez des sites web de qualité traitant du thème abordé ici, merci de compléter l'article en donnant les références utiles à sa vérifiabilité et en les liant à la section « Notes et références ».
Henri Déus est un acteur français né le 20 décembre 1947 à Morlaix et mort le 2 août 2019 à Soorts-Hossegor.

## Filmographie

### Cinéma
- 1968 : Le Pacha de Georges Lautner
- 1969 : Paris n'existe pas de Robert Benayoun
- 1970 : Nous n'irons plus au bois de Georges Dumoulin
- 1970 : Les Novices de Guy Casaril
- 1972 : Églantine de Jean-Claude Brialy
- 1974 :  Amore de Henry Chapier
- 1975 : La Course à l'échalote de Claude Zidi
- 1975 : Le Triangle écorché de Pierre Kalfon
- 1976 : Le Trouble-fesses de Raoul Foulon
- 1982 : T'empêches tout le monde de dormir de Gérard Lauzier
- 1982 : La Dragonne de François Dupeyron
- 1985 : Rue du départ de Tony Gatlif
- 1988 : La Comédie du travail de Luc Moullet
- 1989 : Pleure pas my love de Tony Gatlif
- 1999 : La Princesse aux Épines de Marie-Hélène Rudel
- 2014 : Nina de Sarah Barzyk - Court métrage
- 2014 : Dans l'encre du loup de Igor Déus - Court métrage

### Télévision
- 1970 : Ne vous fâchez pas Imogène de Roger Iglésis
- 1972 : Le Bunker de Roger Iglésis
- 1973 : Témoignages épisode Agnès de Louis Grospierre
- 1974 : Le Dessous du ciel, série télévisée en vingt-quatre épisodes de Roger Gillioz : Hervé
- 1974 : Valérie, série télévisée en quarante épisodes de François Dupont-Midy : Julien
- 1974 : Le comte Yoster a bien l'honneur , épisode : un petit détail, de Georg Tressler : Marc
- 1975 : Marie-Antoinette de Guy Lefranc
- 1975 : Une ténébreuse affaire, téléfilm français d'Alain Boudet
- 1976 : Au Théâtre Ce Soir, pièce de théâtre filmée Fanny et ses gens de Raymond Gerome
- 1978 : La Passion, de Raoul Sangla
- 1978 : Lazare Carnot ou le Glaive de la Révolution, de Jean-François Delassus
- 1978 : Gaston Phébus de Bernard Borderie
- 1980 : L'Inspecteur mène l'enquête, épisode Dossier à charge, de Jean Barral
- 1980 : La Vie des autres (série télévisée), épisode La ligne de conduite, de Jean-Pierre Desagnat
- 1980 : La mort est un songe de Roger Gillioz : Georges pour la télévision Suisse Romane
- 1980 : Opération Trafics, épisode Drôle de pastis, de Christian-Jaque
- 1981 : La Forêt des Âmes, de François Chatel
- 1982 : Fort comme la mort (téléfilm), de Gérard Chouchan : Farandal
- 1985 : Le Pantin Immobile de Michel Guillet
- 1988 : La Chaîne (du roman de Michel Drucker), feuilleton télévisé de Claude Faraldo
- 1989 : Jeanne d'Arc, le pouvoir de l'innocence de Pierre Badel
- 1989 : Panique aux Caraïbes, de Jean-Claude Charnay
- 1991 : Le Gang des Tractions Avant, de François Rossini et Josée Dayan : Marcel
- 1992 : Un amour de village de Tadhé Piasecki : Jo Cartano
- 1993 : Les Grandes Marées de Jean Sagols
- 1993 : Le bourgeois gentilhomme de Molière pièce de théâtre filmée sous la direction de Yves-André Hubert
- 1994 : Navarro de Patrick Jamain, épisode Les Gens de peu
- 1995 : Le juge est une femme, épisode Le Secret de Marion de Didier Albert
- 1995 : La neige noire de Jose Van Doorn
- 2005 : Léa Parker, épisode Trafic portuaire de Robin Davies
- 2006 : Le Rainbow Warrior, de Pierre Boutron

## Théâtre
- 1970 : Libres sont les papillons de Leonard Gershe, mise en scène Raymond Gérôme, théâtre Montparnasse
- 1972 : Libres sont les papillons de Leonard Gershe, mise en scène Raymond Gérôme, théâtre Royal du Parc de Bruxelles
- 1973 : Nom : Stuart, prénom : Marie de Jaromir Knittl, mise en scène de l'auteur, Théâtre des Deux-Portes
- 1974 : Phèdre de Jean Racine, mise en scène Albert-André Lheureux, Forest National de Bruxelles
- 1974 : Les Nibelungen d'après Friedrich Hebbel, mise en scène Jean Rougerie, Théâtre Firmin Gémier
- 1975 : Renaud et Armide de Jean Cocteau, mise en scène Francis Sourbié, Théâtre de Compiègne
- 1978 : Gotcha ! de Keeffe Barrie, mise en scène Jean-Christian Grinevald, théâtre Marie Stuart, théâtre de l'Œuvre
- 1980 : L'échange de Paul Claudel, mise en scène Antoine Bourseiller, théâtre Marie Stuart
- 1981 : L'Alouette de Jean Anouilh, mise en scène Mario Francesci, Théâtre de Paris
- 1982 : Bérénice de Jean Racine, mise en scène Jean Claude Pascal, Auditorium Maurice Ravel de Lyon
- 1983 : Jules César de William Shakespeare, mise en scène Jean-Louis Martin Barbaz, au centre dramatique national de Béthune
- 1983 : Chaud et Froid de Fernand Crommelynck, mise en scène Pierre Santini, théâtre Marie Stuart
- 1988 : Good de Cecil P. Taylor, mise en scène Jean-Pierre Bouvier, théâtre de la Renaissance
- 1989 : Le dernier quart de lune de Sylvie Ollivier, mise en scène Hélène Surgère, Hôtel Lutétia
- 1990 : Le Bourgeois Gentilhomme de Molière, mise en scène Jean-Pierre Bouvier, festival de Pau, Grand Trianon de Versailles
- 1996 : Phèdre de Jean Racine, mise en scène Francis Sourbié, Vingtième Théâtre
- 1997 : Angelo, tyran de Padoue de Victor Hugo, mise en scène Francis Sourbié, Vingtième Théâtre
- 1999 : Manon Lescault de l'Abbé Prévost, mise en scène Francis Sourbié, Vingtième Théâtre
- 2000 : Rodogune de Pierre Corneille, mise en scène Francis Sourbié, Vingtième Théâtre
- 2001 : George Dandin de Molière, mise en scène Francis Sourbié, Vingtième Théâtre
- 2002 : Des souris et des hommes de John Steinbeck, mise en scène d'Anne Bourgeois, Théâtre 13
- 2004 : Ombre et Lumière d'Avril de Dermot Bolger, mise en scène Kazem Shahryari, Art Studio Théâtre
- 2007 : Démocratie de Michael Frayn, mise en scène Jean-Luc Tardieu au CADO Orléans
- 2010 : Seznec, un procès impitoyable d'Olga Vincent et Eric Rognard, mise en scène de Robert Hossein, théâtre de Paris
- 2010 : Dominici de Marc Fayet, mise en scène de Robert Hossein, théâtre de Paris
- 2011 : Des souris et des hommes de John Steinbeck, mise en scène d'Anne Bourgeois, Théâtre du Petit Saint Martin
- 2012 : Des souris et des hommes de John Steinbeck, mise en scène d'Anne Bourgeois, Théâtre 14
- 2015 : Des souris et des hommes de John Steinbeck, mise en scène d'Anne Bourgeois, Théâtre du Palais Royal
- 2017 : Des souris et des hommes de John Steinbeck, mise en scène d'Anne Bourgeois, Théâtre de la Michodière